# Delia lamellisetoides
Delia lamellisetoides este o specie de muște din genul Delia, familia Anthomyiidae. A fost descrisă pentru prima dată de Hsue în anul 1981. Conform Catalogue of Life specia Delia lamellisetoides nu are subspecii cunoscute.